# Globe WCT Fiji
Globe WCT Fiji es el cuarto evento del ASP World Tour que se celebra en Fiyi, entre mediados de mayo y comienzos de junio.
La compañía australiana de skate y surf, Globe, patrocina este evento desde el año 2005. Anteriormente había sido patrocinado por Quiksilver. 
La competición se celebra en las playas de Cloudbreak y Restaurants, en las localidades de Tavarua y Namotu, respectivamente. Las olas de izquierda de estas playas están consideradas como las dos mejores del planeta.

## Último evento
| Posición | Año  | Campeón          | Nacionalidad   |
| -------- | ---- | ---------------- | -------------- |
| 1º       | 2008 | Kelly Slater     | Estados Unidos |
| 2º       | 2008 | CJ Hobgood       | Estados Unidos |
| 3º       | 2008 | Taj Burrow       | Australia      |
| 3º       | 2008 | Adriano de Souza | Brasil         |

## Campeones
| Año  | Campeón        | Nacionalidad   |
| ---- | -------------- | -------------- |
| 2007 | no celebrado   |                |
| 2006 | Damien Hobgood | Estados Unidos |
| 2005 | Kelly Slater   | Estados Unidos |
| 2004 | Damien Hobgood | Estados Unidos |
| 2003 | Andy Irons     | Hawái          |
| 2002 | Michael Lowe   | Australia      |
| 2000 | Luke Egan      | Australia      |
| 1999 | Mark Occhilupo | Australia      |

- Datos: Q5881103